# Nelešovice
Nelešovice jsou obec ležící v okrese Přerov. Žije zde 183 obyvatel.

## Název
Jméno vesnice bylo odvozeno od osobního jména Neleš, záporné variantě jména Leš, jehož základem bylo přídavné jméno levý. Výchozí tvar Nelešovici byl pojmenováním obyvatel vsi a znamenal "Nelešovi lidé".

## Historie
První písemná zmínka o obci pochází z roku 1234.

## Galerie

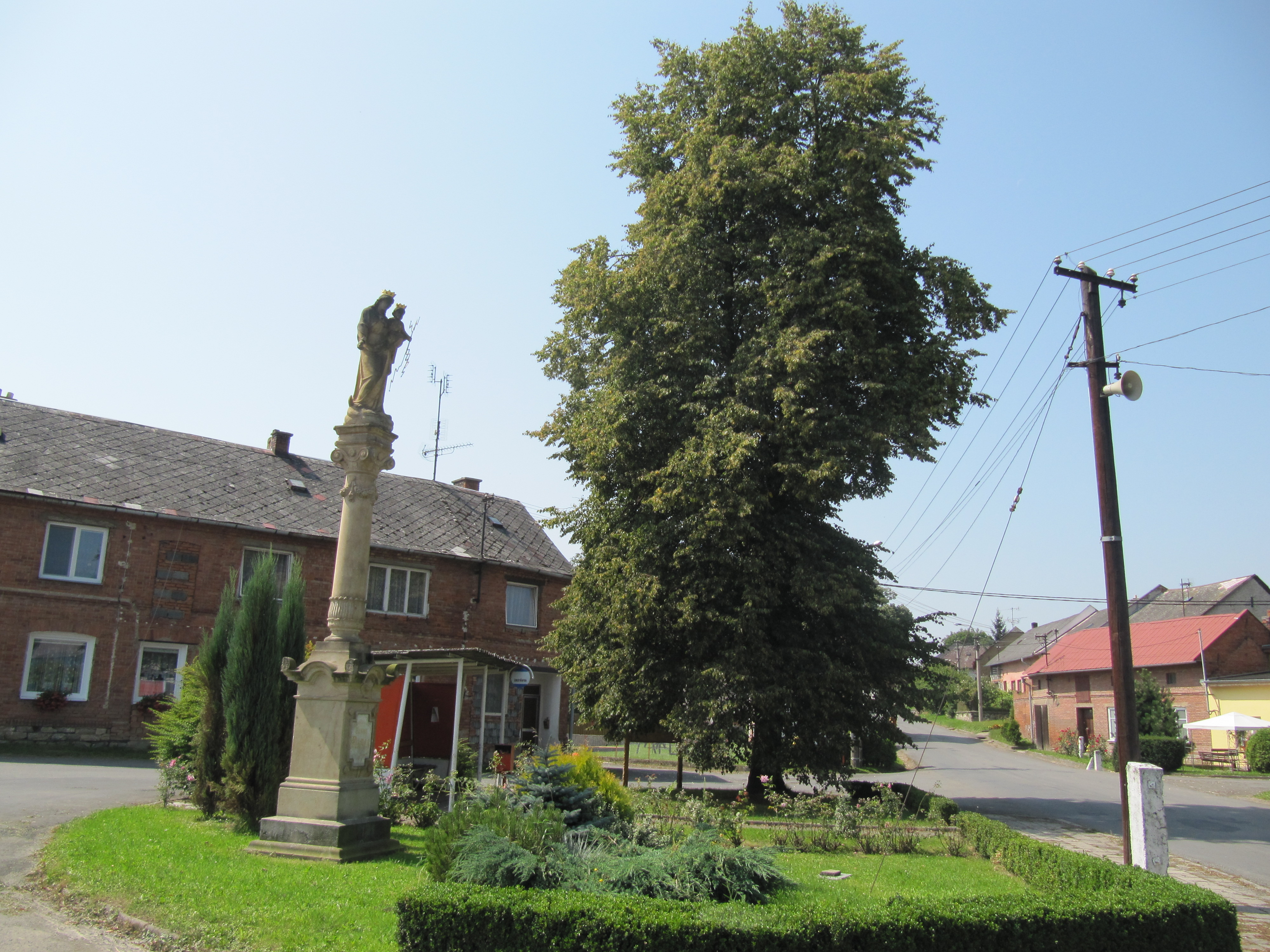
Náves se sochou Panny Marie
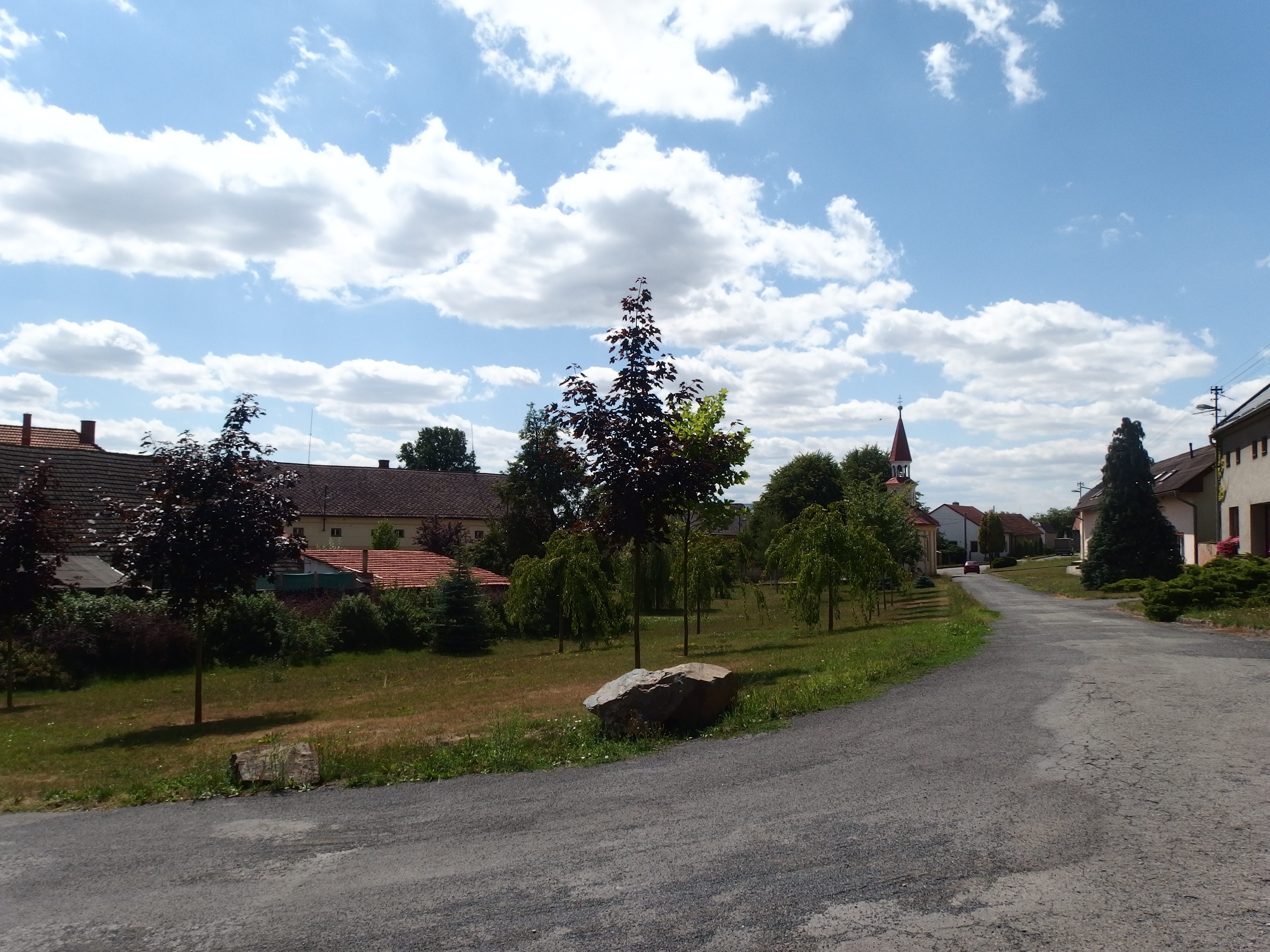
Náves
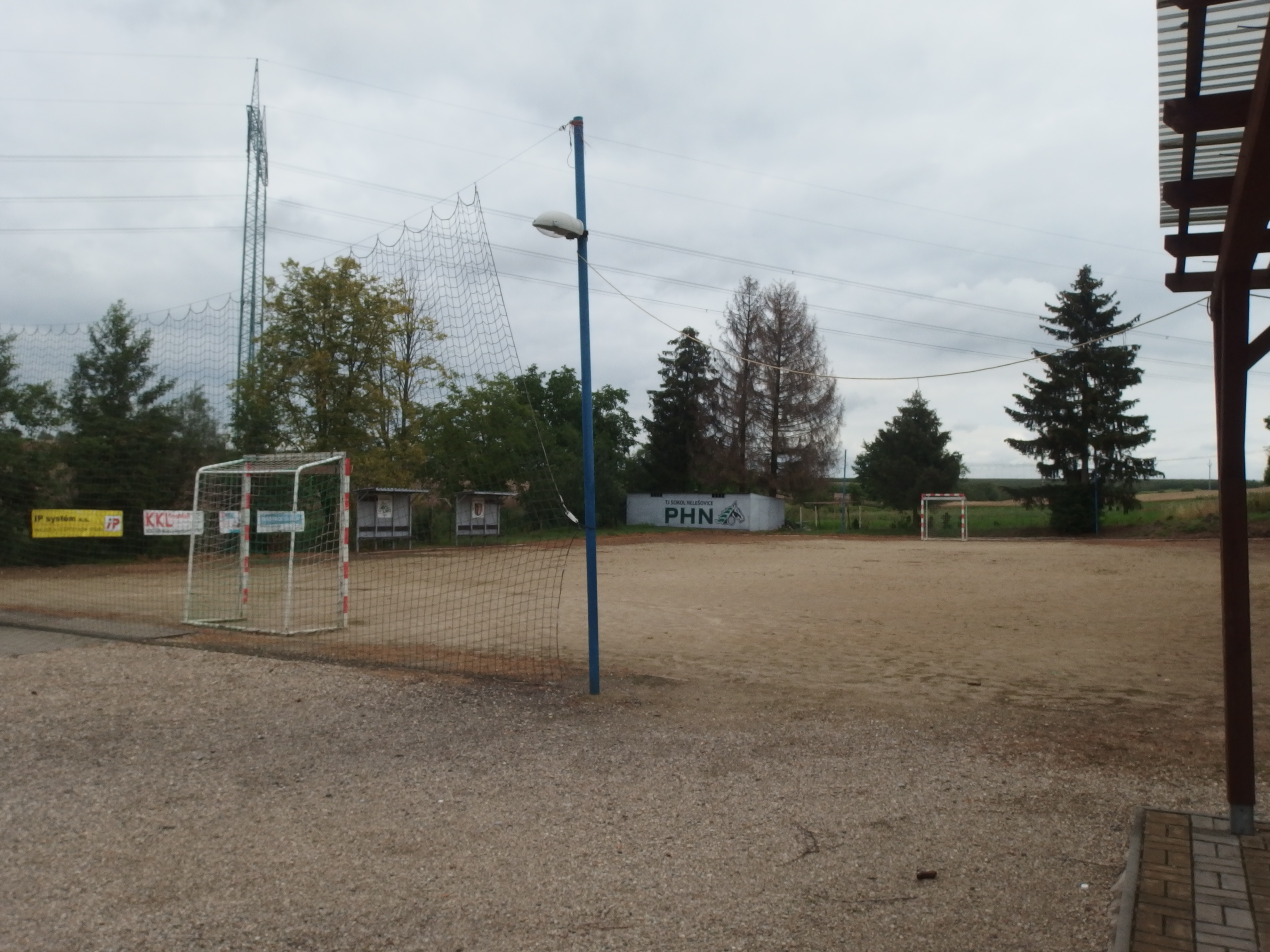
Hřiště na českou házenou
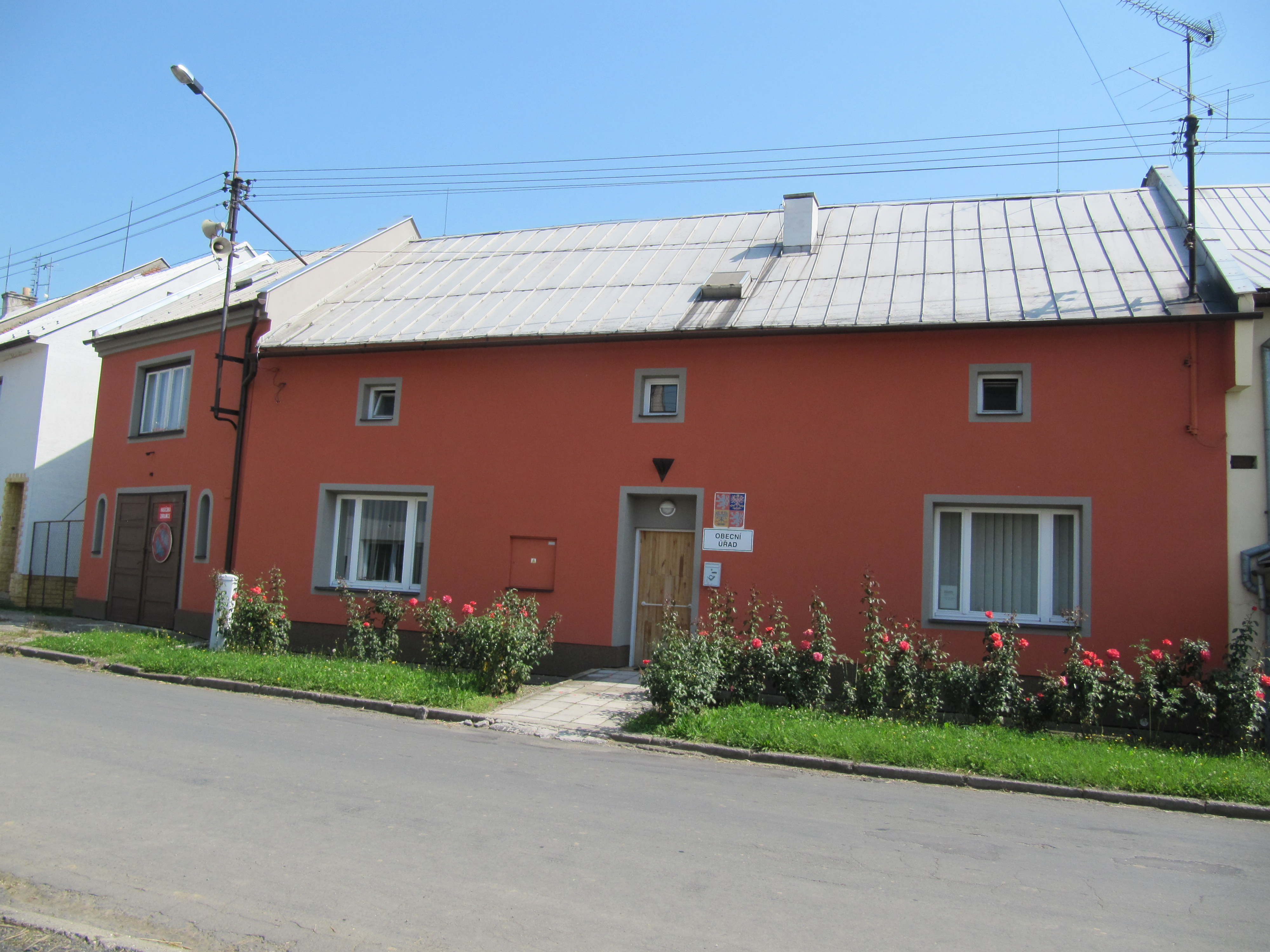
Obecní úřad